# 139-es busz (Budapest)
A budapesti 139-es jelzésű autóbusz a Széll Kálmán tér és a Gazdagréti tér között közlekedik. A vonalat az ArrivaBus Kft. üzemelteti.

## Története
2008. január 1-jén a 139-es busz jelzése 139-esre változott és új megállót kapott a Gazdagréti útnál a lakótelep felé. 2008. szeptember 6-ától kettéosztva, 139A jelzéssel munkanapokon a korábbi útvonalán, hétvégente pedig 139-es jelzéssel a Moszkva (ma Széll Kálmán) térig meghosszabbítva közlekedett. 2009. augusztus 22-én a 139A busz megszűnt, helyette a 139-es járat minden nap közlekedik, emellett a belső végállomása a megszűnő 190-es busz felszállóhelyére került át. 2016. október 17-étől[forrás?] a Széll Kálmán tér felé a Csörsz utcánál is megáll. 2022. január 15-étől hétvégente és ünnepnapokon, 2025. május 5-étől pedig munkanapokon 20 óra után is az autóbuszokra kizárólag az első ajtón lehet felszállni, ahol a járművezető ellenőrzi az utazási jogosultságot.

## Útvonala
| Gazdagréti tér felé |
| Széll Kálmán tér M vá. – Várfok utca – Széll Kálmán tér – Krisztina körút – Magyar jakobinusok tere – Alkotás utca – Budaörsi út – Gazdagréti út – Rétköz utca – Gazdagréti út – Gazdagréti tér vá.                                       |
| Széll Kálmán tér felé |
| Gazdagréti tér vá. – Gazdagréti út – Rétköz utca – Gazdagréti út – aluljáró – Lapu utca – autópálya-bevezető – Budaörsi út – Alkotás utca – Magyar jakobinusok tere – Krisztina körút – Vérmező út – Várfok utca – Széll Kálmán tér M vá. |

## Megállóhelyei
| 0  | Széll Kálmán tér M végállomás | 22 | 4, 6, 17, 56, 56A, 59, 59A, 59B, 61 5, 16, 16A, 21, 21A, 22, 22A, 39, 102, 116, 128, 129, 140, 140A, 149, 155, 156, 221, 222 781, 782, 783, 784, 785, 786, 787, 789, 791, 793, 794, 795                                                                                        |
| 2  | Déli pályaudvar M             | 20 | 17, 56, 56A, 59, 59A, 59B, 61 21, 21A, 39, 102, 140, 140A, 221 770 S10 S12 S30 G30 Z30 S34 S35 S40 Z40 S42 Z42 IC, sebesvonat, gyorsvonat, expresszvonat, |
| 4  | Királyhágó utca               | 18 | 17, 61 105, 140, 140A, 210, 210B |
| 5  | Tartsay Vilmos utca           | 17 | 140, 140A |
| ∫  | Csörsz utca                   | 16 | 17, 61 140, 140A, 212, 212A, 212B |
| 7  | BAH-csomópont                 | 15 | 17, 61 8E, 108E, 110, 112, 140, 140A, 212, 212A, 212B |
| 9  | Muskotály köz                 | ∫  | 108E, 140, 140A |
| 11 | Fehérló utca                  | 12 | 108E, 140, 140A, 240 |
| 12 | Dayka Gábor utca              | 10 | 53, 108E, 140, 140A, 150, 150B, 154 |
| 13 | Sasadi út                     | 9  | 8E, 40, 40B, 40E, 53, 87, 87A, 88, 88A, 108E, 140, 140A, 150, 150B, 153, 154, 172, 173, 187, 188, 188E, 240, 272 731, 764 1172, 1173, 1174, 1175, 1176, 1177, 1183, 1184, 1185, 1188, 1189, 1190, 1193, 1194, 1201, 1205, 1212, 1215, 1216, 1229, 1251, 1253, 1254, 1257, 1268 |
| 14 | Nagyszeben út                 | ∫  | 8E, 87, 87A, 88, 88A, 108E, 140, 140A, 153, 154 |
| ∫  | Jégvirág utca                 | 7  | 8E, 87, 87A, 88, 108E, 140, 140A, 153, 154 |
| 15 | Gazdagréti út                 | 6  | 8E, 40, 40B, 87, 87A, 88, 88A, 108E, 140, 140A, 153, 154, 188, 240 |
| 16 | Nagyszeben tér                | 5  | 8E, 108E |
| 17 | Regős köz                     | 4  | 8E, 108E |
| 18 | Frankhegy utca                | 3  | 8E, 108E |
| 19 | Kaptárkő utca                 | 2  | 8E, 108E |
| 20 | Telekes utca                  | 1  | 8E, 108E |
| 22 | Gazdagréti tér végállomás     | 0  | 8E, 108E, 153, 154 |